# Cheyres
Cheyres là một đô thị trong huyện Broye thuộc bang Fribourg ở Thụy Sĩ.